# Industria alimentare

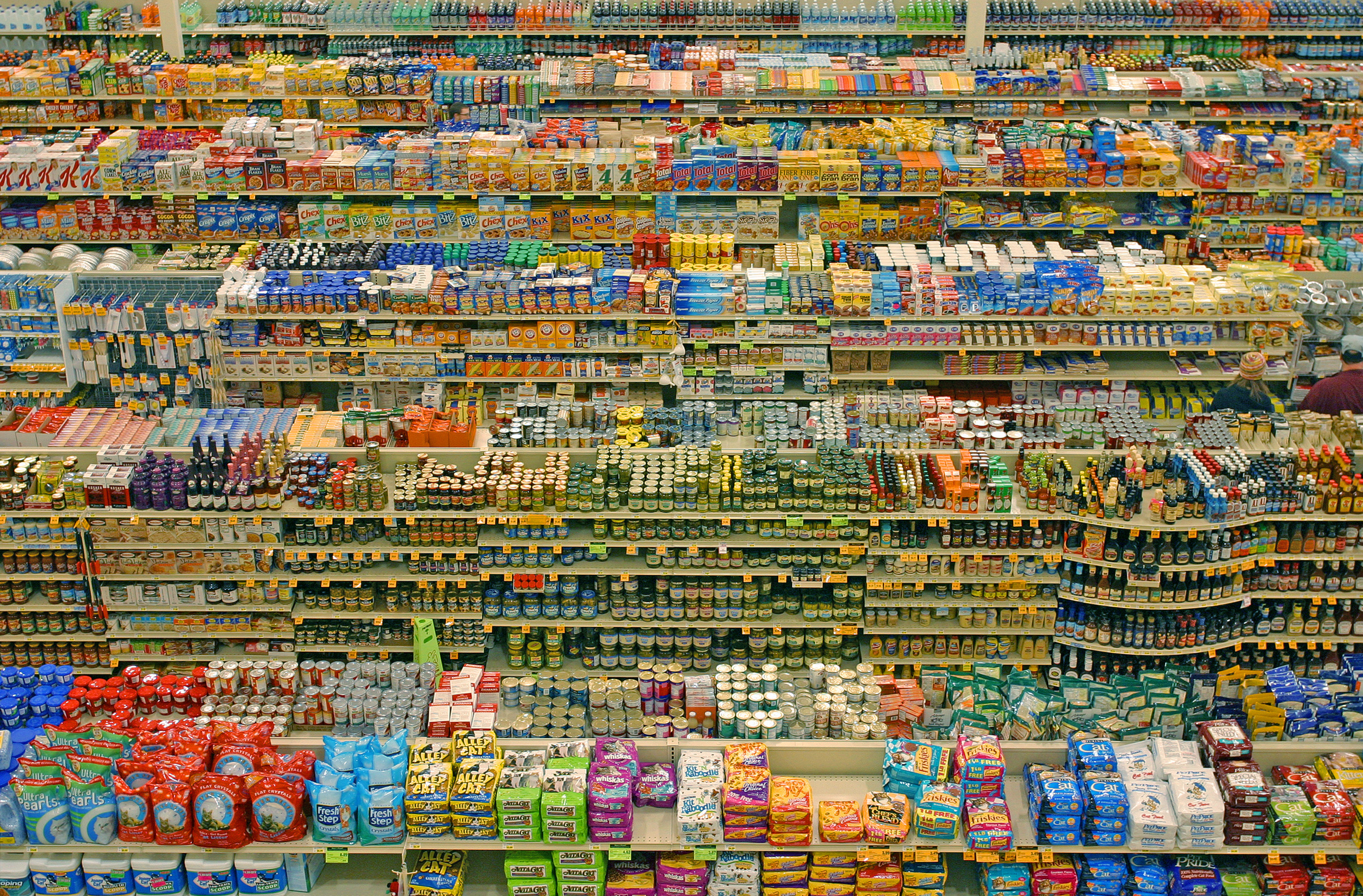
Immagine fotografica dell'interno di un grande magazzino americano di alimentari.

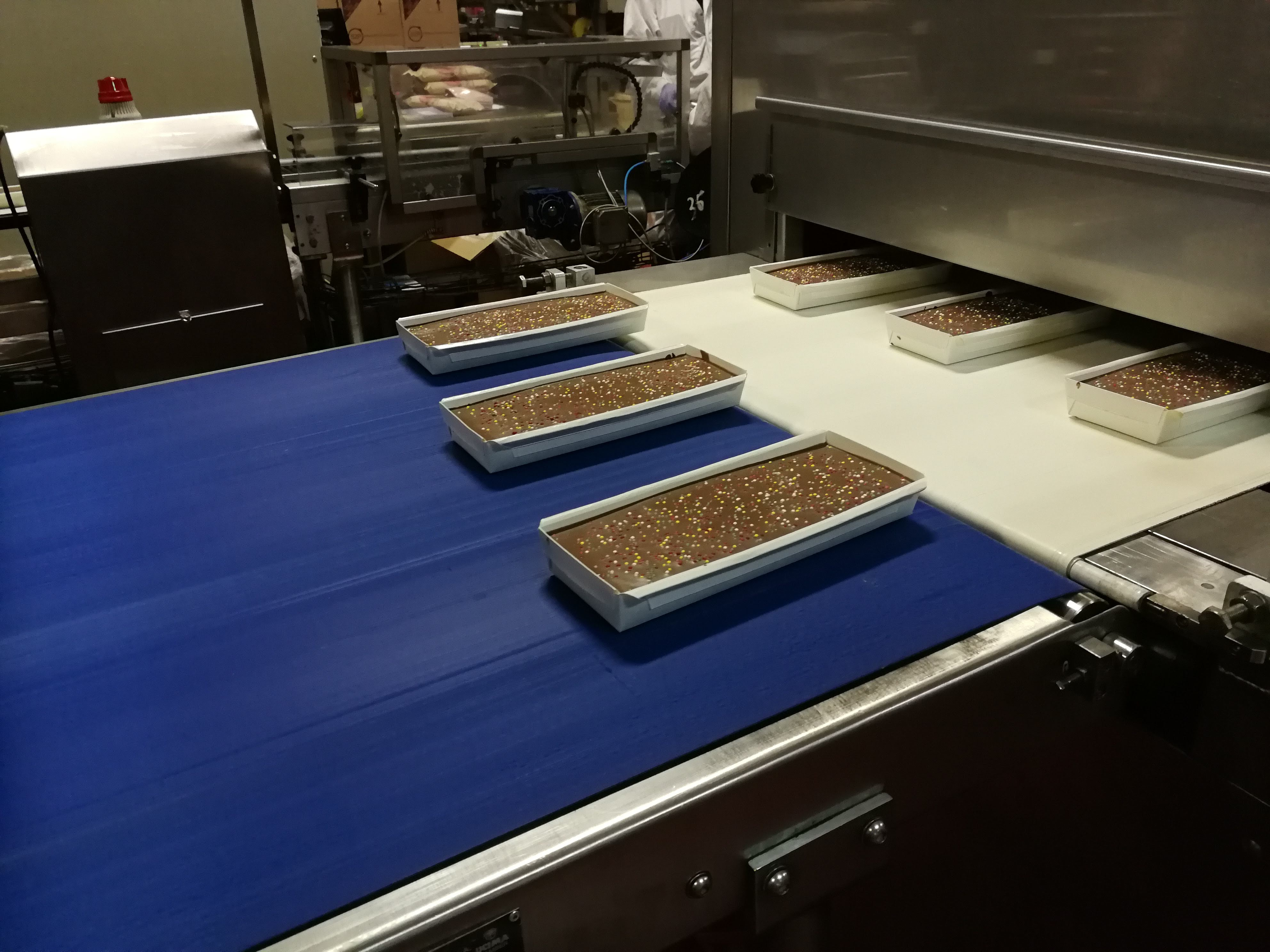
Produzione industriale di torte al cioccolato (Israele).

L'industria alimentare (o agroalimentare) è l'attività della produzione industriale applicata al settore degli alimenti ovvero il sottosettore secondario volto alla trasformazione dei prodotti agricoli e di allevamento in prodotti destinati al consumatore finale nel mercato (tramite negozi e grande distribuzione organizzata).

## Significato concettuale
1. Nell'accezione più generale (senza plurale), indica quel settore del mercato composto dalle imprese che si dedicano alla lavorazione e trasformazione di prodotti provenienti da attività primarie quali l'agricoltura, la zootecnica, la silvicoltura e la pesca[1], oppure, in seconda battuta, di semilavorati ottenuti come detto, per realizzare prodotti finiti da destinare, a fronte di un adeguato condizionamento/ confezionamento, al mercato, e quindi al consumo, alimentare.
2. Spesso la locuzione è usata anche per indicare la singola azienda che svolge le attività sopra descritte.
3. A volte si usa impropriamente come sinonimo di stabilimento, opificio, fabbrica (specificatamente "alimentare")[2].

## Le attività
In Italia, secondo la classificazione ATECO dell'ISTAT, l'industria alimentare viene collocata tra le attività manifatturiere.
Tali attività si qualificano, anche se non sempre in modo chiaro ed univoco, per una serie di caratteristiche quali:
- produzioni standardizzate di serie
- presenza di sistemi di movimentazione e trasporto interno automatizzati
- uso di macchine, o semplicemente di sistemi meccanici, collegati tra loro a formare linee di produzione
- suddivisione dell'attività aziendale in compiti specifici quali l'amministrazione, gli acquisti, la manutenzione, la conduzione di impianti, il controllo, la commercializzazione

ovvero tutto ciò che l'uomo moderno ha inventato per perseguire soprattutto due obiettivi: la riduzione dei costi ed il consumo di massa.

## Sicurezza

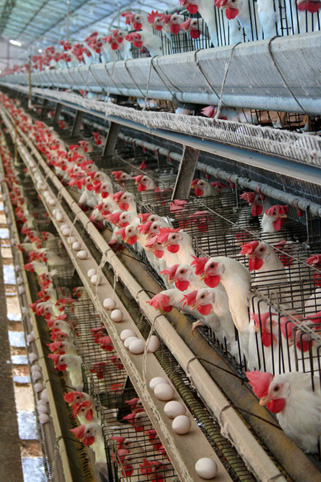
Alcune galline in Brasile, un esempio di allevamento intensivo di animali.

Nel caso specifico dell'industria alimentare c'è un terzo risultato tutt'altro che secondario, la sicurezza del prodotto al consumo. La cura di questo fondamentale requisito, che conferisce una importanza strategica agli aspetti igienico-sanitari in ambito aziendale, è realizzabile grazie alle conoscenze scientifiche ed alle applicazioni tecnologiche che solo una logica "industriale" ha potuto sviluppare.

## Tipologia

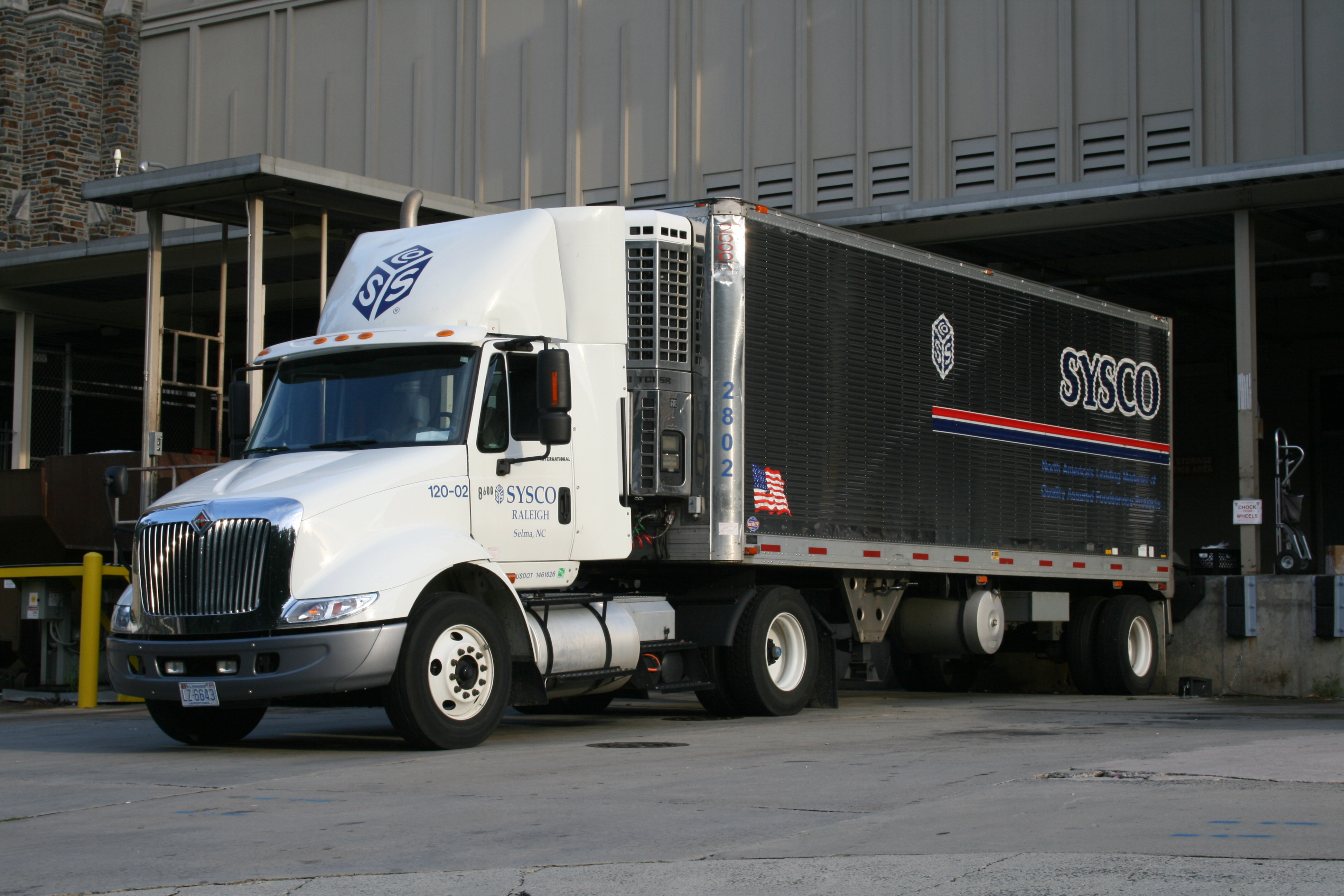
Un camion di servizio di ristorazione. I camion distribuiscono comunemente prodotti alimentari ad aziende e organizzazioni commerciali.

Anche se non è facile classificare le attività industriali relative agli alimenti, in base alla posizione di filiera possono essere considerate:
- Industrie che preparano gli alimenti freschi, includendo le macellerie e le aziende che selezionano e impacchettano le verdure per la vendita al dettaglio;
- Industrie di conserve, che trasformano gli alimenti freschi in prodotti a più lunga conservazione;
- Industrie che producono ingredienti che servono a preparare gli alimenti, come macinati o sale da cucina;
- Industrie che producono alimenti pronti da consumare, compresi gli alimenti surgelati che possono essere mangiati dopo essere stati riscaldati, come ad esempio le pizze conservate.

Una classificazione meno opinabile, anche se lascia qualche ambiguità, specie per le aziende dove coesistono lavorazioni eterogenee, è quella adottata dall'ISTAT, che ordina la tipologia in base ai materiali usati e/o prodotti, come segue:
- Carne e prodotti a base di carne
- Pesce, crostacei e molluschi
- Frutta e ortaggi
- Oli e grassi vegetali e animali
- Latte e derivati del latte
- Granaglie, amidi e prodotti amidacei
- Prodotti da forno e farinacei
- Zucchero
- Cacao, cioccolato, caramelle e confetterie
- Tè e caffè
- Condimenti e spezie
- Pasti e piatti preparati
- Omogeneizzati e dietetici
- Alimenti per animali

## Considerazioni

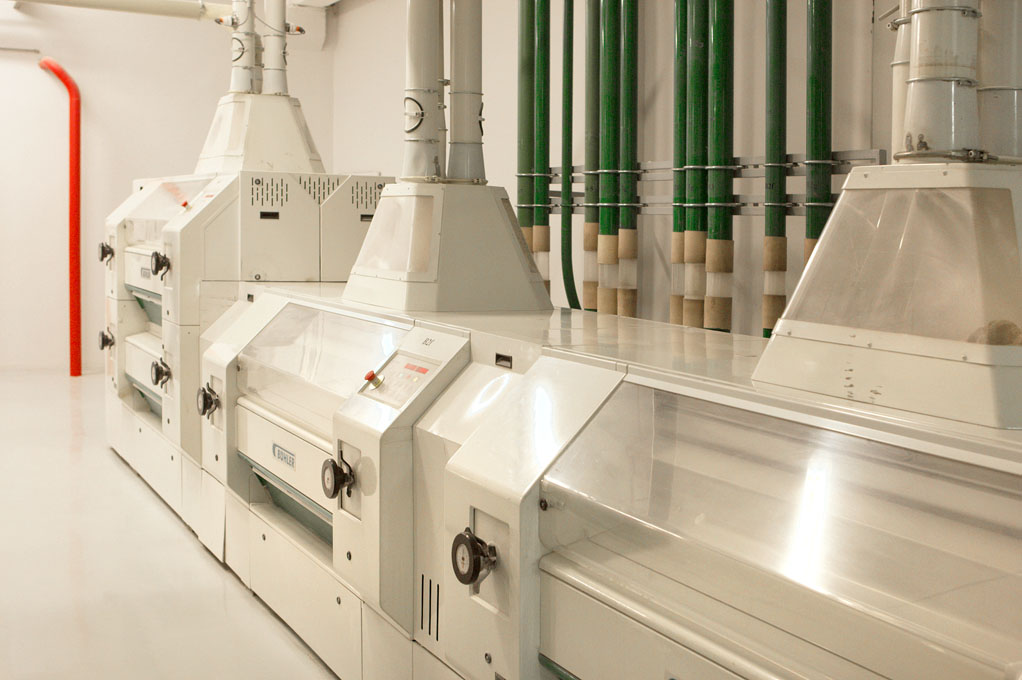
Alcune attrezzature al Tartu Mill, la più grande azienda produttrice di grano nei Paesi baltici.

1. Nonostante la classificazione ISTAT preveda una categoria apposita per l'industria delle bevande (suddivisa in alcoliche da distillazione, alcoliche da fermentazione, analcoliche, acque minerali) è difficile non ritenere che anche queste produzioni possano rientrare a pieno titolo nel capitolo generale dell'Industria Alimentare.
2. La fabbricazione di imballaggi non rientra, correttamente, nella grande famiglia dell'Industria Alimentare: nella classificazione ISTAT la si ritrova sparpagliata in varie categorie legate alla natura dei materiali (legno, carta e cartone, materie plastiche, vetro, metallo). È comunque opportuno mettere in evidenza la contiguità tra l'alimento industriale ed il suo confezionamento, e la grande affinità delle problematiche igienico-sanitarie, che una fabbrica di imballaggi-per-alimenti può avere con l'Industria Alimentare.
3. Si usa spesso il termine agroalimentare come sinonimo di alimentare: per chiarezza il secondo dovrebbe avere un significato più generale e contenere il primo, che è più specificatamente indicato per elaborazioni di materiali derivanti direttamente da lavorazioni agricole in senso ampio (es. zucchero), mentre il secondo comprende anche successivi ulteriori passaggi (es. dolciumi).